# Hans Goebl

Hans Goebl im September 2004

Hans Goebl (* 2. Oktober 1943 in Wien) ist ein österreichischer Romanist und Sprachwissenschaftler.

## Leben
Goebl studierte von 1962 bis 1967 an der Universität Wien Romanistik, Alte Philologie, Pädagogik, Psychologie und Philosophie, wurde 1970 promoviert und habilitierte sich 1980 an der Universität Regensburg (Bayern). Seit 1982 Ordinarius für Romanische Philologie (Sprachwissenschaft) an der Universität Salzburg (Österreich). Er war lange Jahre Leiter des Forschungslaboratoriums Dialektometrie und zeitweise auch der Arbeitsgruppe Romanische Variationslinguistik an der Universität Salzburg. Er wurde 2012 an der Universität Salzburg emeritiert. 2009 erhielt er den Verdienstorden des Landes Südtirol und 2013 den Wilhelm-Hartel-Preis der Österreichischen Akademie der Wissenschaften, deren korrespondierendes Mitglied er seit 2006 ist.
Goebl ist verheiratet und hat zwei Söhne.

## Forschungsschwerpunkte
- Sprachatlas des Dolomitenladinischen und angrenzender Dialekte ALD. Teil I (1985–1998), Teil II (seit 1999)
- Dialektometrie

## Schriften
- Die normandische Urkundensprache. Ein Beitrag zur Kenntnis der nordfranzösischen Urkundensprachen des Mittelalters, Wien 1970, (Sitzungsberichte der Österreichischen Akademie der Wissenschaften, phil.-hist. Klasse, Band 269), 343 S.
- mit Helmut Berschin und Josef Felixberger: Französische Sprachgeschichte. Lateinische Basis, interne und externe Geschichte, sprachliche Gliederung Frankreichs; mit einer Einführung in die historische Sprachwissenschaft, München (Hueber) 1978, 377 S
- Dialektometrie. Prinzipien und Methoden des Einsatzes der Numerischen Taxonomie im Bereich der Dialektgeographie, Wien 1982 (Denkschriften der Österreichischen Akademie der Wissenschaften, phil.-hist. Klasse, Band 157), 123 S.
- (Herausgabe): Dialectology (Quantitative Linguistics, vol. 21), Bochum (Brockmeyer) 1984, 335 S. ISBN 3-88339-346-0.
- Dialektometrische Studien. Anhand italoromanischer, rätoromanischer und galloromanischer Sprachmaterialien aus AIS und ALF, Tübingen (Niemeyer) 1984, 3 Bände, 254 S., 379 S., 289 S.
- (Herausgabe): mit Martin Schader: Datenanalyse, Klassifikation und Informationsverarbeitung. Methoden und Anwendungen in verschiedenen Fachgebieten, Heidelberg (Physica) 1992, 284 S.
- Karl von Ettmayer: Lombardisch-Ladinisches aus Südtirol. Ein Beitrag zum oberitalienischen Vokalismus. Die zugrundeliegenden Dialektmaterialien. Neu herausgegeben, mit einem vorwärts und einem rückwärts alphabetischen Register der Etyma, einer kurzen geotypologischen Studie zu den neuveröffentlichten Materialien, einer Biographie und einer Bibliographie sowie einer Würdigung des wissenschaftlichen Oeuvres Karl von Ettmayers, San Martin de Tor/St. Martin in Thurn (Südtirol, Ladinien) (Istitut Cultural Ladin ‘Micurá de Rü’) 1995, 304 S.
- (Herausgabe): mit Peter Nelde, Zdenek Starý und Wolfgang Wölck: Kontaktlinguistik/Contact Linguistics/Linguistique de contact. Ein internationales Handbuch zeitgenössischer Forschung/An International Handbook on Contemporary Research/Manuel international des recherches contemporaines, Berlin, New York (de Gruyter); vol. I: 1996, XXXIX, 936 S.; vol. II: 1997, XXV, 937-2171 (= 1235 S.)
- (Herausgabe und vorhergehende Projektleitung): unter Mitarbeit von Helga Böhmer, Silvio Gislimberti, Dieter Kattenbusch, Elisabetta Perini, Tino Szekeley, Irmgard Dautermann, Susanne Heissmann, Ulrike Hofmann, Anna Kozak, Heide Marie Pamminger, Judith Rössler, Roland Bauer und Edgar Haimerl: Atlant linguistich dl ladin dolomitich y di dialec vejins, 1a pert/Atlante linguistico del ladino dolomitico e dei dialetti limitrofi, 1a parte/Sprachatlas des Dolomitenladinischen und angrenzender Dialekte, 1. Teil, Wiesbaden (Dr. L. Reichert Verlag) 1998, 4 vol. Karten (vol. I: 1-216; vol. II: 217-438: vol. III: 439-660; vol. IV: 661-884), 3 vol. Indizes (vorwärts alphabetisch: X, 823 S., rückwärts alphabetisch: X, 833 S., etymologisch: X, 177 S.), 3 begleitende CD-ROM.
- (Herausgabe und vorhergehende Projektleitung): unter Mitarbeit von: Ilaria Adami, Helga Böhmer, Axel Heinemann, Frank Jodl, Liza Klinger, Daniele Rando, Brigitte Rührlinger, Walter Strauß, Tino Szekely, Paul Videsott, Heidemarie Beer, Gertraud Klingler, Agnes Staudinger, Edgar Haimerl, Bernhard Schauer, Fabio Tosques, Andreas Wagner,: Atlant linguistich dl ladin dolomitich y di dialec vejins, 2a pert / Atlante linguistico del ladino dolomitico e dei dialetti limitrofi, 2a parte / Sprachatlas des Dolomitenladinischen und angrenzender Dialekte, 2. Teil, Strasbourg (Éditions de Linguistique et de Philologie) 2012, 5 vol. Karten (vol. I: 1-202; vol. II: 203-420: vol. III: 421-635; vol. IV: 636-850; V: 851-1066), 2 vol. Indizes (Volumen supplementarium, 174 S., Index generalis, 213 S.).
- (Herausgabe) mit Oswald Panagl und Emil Brix: Der Mensch und seine Sprache(n). Wissenschaft. Bildung. Politik, Band 5, Wien 2001, ca. 270 S.
- (Herausgabe) mit Roland Bauer: PARALLELA IX. Testo-variazione-informatica / Text-Variation-Informatik. Atti del IX Incontro italo-austriaco dei linguisti (Salisburgo, 1-4 novembre 2000) / Akten des IX. Österreichisch-italienischen Linguistentreffens (Salzburg, 1.-4. November 2000), Wilhelmsfeld (Egert) 2002, (=pro lingua, 35), pp. XII + 44

## Autobiographisches
- Romanistik: ciència i passió. In: Klaus-Dieter Ertler (Herausgeber): Romanistik als Passion. Sternstunden der neueren Fachgeschichte IV. LIT Verlag, Wien 2015, ISBN 978-3-643-50623-8, S. 99–129.